# Reed Oliver
Reed B. Oliver (nacido el 24 de junio de 1958) es el actual gobernador del Estado de Pohnpei, Micronesia, desde el 13 de enero de 2020.